# Люцканова, Весела
Весела Люцканова (болг. Весела Люцканова; 21 августа 1935, София, Третье Болгарское царство — болгарская писательница, редактор и книгоиздатель.

## Биография
Её мать из богатой патриархальной семьи, нажившей состояние на торговле зерном. Отец-коммунист.
Жила с родителями до трёх лет, когда мать умерла от туберкулёза, а отец был заключен в тюрьму за свои коммунистические убеждения. Весела была помещена в детский дом и жил в нём до 1944 года. 10 января попала под одну из самых страшных бомбардировок ВВС США Софии во время Второй мировой войны. Выжили лишь несколько детей, в том числе и она. Была обнаружена только на третий день под завалами, но при этом получила ранение головы и впала в амнезию на десятилетие. Воспоминания начали возвращаться к Веселе только в подростковом возрасте.
После войны окончила Софийский инженерно-строительный институт, работала помощником дизайнера и проектантом. Была заместителем секретаря Литературного фонда Союза болгарских писателей, многолетним редактором газеты «Строитель» и издательства «Народна младеж».
В 1992 года вместе с двумя дочерьми основала частное издательство «Весела Люцканова». За 10 лет издала более 300 наименований.

## Творчество
Автор более 30 книг, в том числе 15 романов. Пишет фантастику, детективные произведения. Половина из них написана за последние 10 лет. Первой в мировой научно-фантастической литературе употребила термин «клон» в своем романе «Клонинги» 1971 года (опубликован в 1975 г.).
В 1989 году получила престижную европейскую премию Eurocon в области научной фантастики. Она также является лауреатом премии «Серебряное кольцо» газеты «Вечерние новости» в 1978 году за рассказ, а также премии «Гравитон», учреждённой в 1995 году. Выиграла конкурс современных романов в 1980-х годах.
Стала первой болгаркой, получившей на церемонии в Нью-Йорке Американскую международную премию за престиж и качество «Золотая звезда» (2003).

## Избранные произведения
- Вина за невинните
- Тъмен джаз
- Клонинги
- Другата врата
- Щъркели на леда
- Космическа кожа